# باربرا بيرك
باربرا بيرك (بالإنجليزية: Barbara Burke) (و. 1917 – 1998 م) هي منافسة ألعاب القوى بريطانية، شاركت في الألعاب الأولمبية الصيفية 1936، توفيت في جوهانسبرغ، عن عمر يناهز 81 عاماً.

## روابط خارجية
- باربرا بيرك على موقع أوليمبيديا (الإنجليزية)